# مصطفى محمد كتوعة
مصطفى محمد كتوعة (ولد:1356 هـ وفاة:24 شوال 1439 هـ الموافق:8 يوليو 2018) صحفي سعودي.

## نشأته
ولد عام 1356 هـ، ودرس الابتدائية بين المدرسة السعودية والفلاح بمكة المكرمة واخذ الشهادة الابتدائية من المدينة المنورة ثم المتوسطة في منازل المدينة المنورة.

## مسيرته العملية
التحق بالعمل في فرع وزارة الحج في المدينة المنورة. ثم نقلت خدماته إلى العين الزرقاء ومناهل سعود عام ثم انتقل إلى بلدية المدينة المنورة سكرتيراً للمجلس الادارى البلدى.
تولى العديد من الوظائف الحكومية الرئيسية منها مدير إدارة العين السعودي بجازان ثم مديراً لإدارة المياه والزراعة في رابغ ثم مسؤول قسم الطلبات بمدرية الزراعة بمنطقة المدينة المنورة.
نقلت خدماته إلى وكالة الوزراة لشؤون الضمان الاجتماعى ثم مساعدا لمدير الضمان الاجتماعى بمطقة مكة المكرمة (مكتب ضمان جدة) واحيل إلى التقاعد عام 1412 هـ نظراً لظروفه صحية وتفرغ للعمل الصحفي.

## مسيرته الصحفية
ارتبط بالصحافة في سنوات مبكرة من عمره وكان يراسل صحيفة البلاد خلال دراستة ثم كان أول واصغر مراسل لها بالمدينة المنورة عام 1377 هـ ونشرت له العديد من التحقيقات والحوارات الصحفية مع المسؤولين ورجال الفكر والمجتمع. واظب على كتابة المقالات في عدد من الصحف المحلية ولايزال حيث يكتب زاوية (على الدرب) بجريدة البلاد ومقال اسبوعي اخر بعنوان (عناقيد) وله زاوية (من وراء الباب) في جريدة المدينة وزاوية (عابر سبيل) بجريدة الندوة ويناقش من خلالها مختلف القضايا.
كذلك عمل في جريدة عكاظ في عهد رئيس تحريرها عبد الله عمر خياط وعمل في جريدة الندوة إبان رئيس تحريرها صالح محمد جمال وعمل في مجلة قريش لصاحبها ومؤسسها ورئيس تحريرها أحمد السباعي وكان يحرر صفحة هذه أحوالهم ثم عمل في جريدة الندوة في عهد رئيس تحريرها حامد حسن مطاوع.

## مؤلفاته
ألف ثلاث مؤلفات أولها (انتصار الحياة) عام والاخر بعنوان من (الاعماق) عام 1419 هـ ويضم ابرز مقالاته التي نشرها في صحف البلاد والمدينة وعكاظ والجزيرة والثالث (بعنوان السياحة السعودية استرتيجية القرن) في عام 1425 هـ.